# A Bitter Parting
«A Bitter Parting» es una canción del dúo del género electrónico Erasure publicada en su álbum World Be Gone en 2017. En 2018, también formó parte del álbum World Beyond.

## Descripción
A Bitter Parting fue uno de los 5 temas elegidos para una historia en 5 videos.